# M40 GMC
Il 155 mm Gun Motor Carriage M40 era un semovente d'artiglieria prodotto negli Stati Uniti durante la seconda guerra mondiale. Il semovente era realizzato sullo scafo, allungato, del carro armato M4A3 con sospensioni HVSS e motore Continental. Sul mezzo era montato il cannone da 155 mm M2 "Long Tom". L'M40 doveva sostituire il precedente semovente M12 Gun Motor Carriage, costituito da un cannone da 155 installato su scafo del carro medio M3 Lee ed era stato prodotto solo in pochi esemplari nel gennaio 1945, arrivando in Europa proprio quando la guerra stava finendo.
Il prototipo era designato T38 mentre la denominazione M40 venne adottata a partire dal marzo 1945. Il mezzo entrò in servizio in Europa, in pochi esemplari, verso la fine della seconda guerra mondiale. Prese parte alle fasi dell'avanzata verso Colonia. Successivamente venne impiegato durante la guerra di Corea, e in Indocina dai
Francesi nel 1954 contro i Vietminh.
Dopo la fine della seconda guerra mondiale alcuni esemplari furono impiegati anche dall'esercito britannico con la designazione di 155 mm SP, M40.

## Versioni
L'U.S. Army pianificò di realizzare sullo stesso scafo del prototipo T38 altri veicoli:
- T30 Cargo Carrier: realizzato in pochi esemplari prima che venisse cancellato nel dicembre 1944. Gli scafi furono utilizzati per realizzare altri M40
- M43 Semovente dotato di obice da 203 mm HMC. Quarantotto esemplari realizzati e standard dall'agosto 1945
- T92 Prototipo realizzato per verificare la possibilità di montare un mortaio da 240 mm. La progettazione iniziò nel febbraio 1945 e ne fu realizzato un solo prototipo che venne completato nel 1946
- L'U.S. Army verificò anche la possibilità di montare una protezione NBC su questo mezzo.